# Víctor Manuel García Valdez
Víctor Manuel García Valdez (La Habana, 31 de octubre de 1897 - La Habana, 2 de febrero de 1969), conocido simplemente como "Víctor Manuel", fue un pintor cubano. 
Estudió en la Academia de Bellas Artes de San Alejandro en La Habana. 
Su cuadro más conocido se titula Gitana Tropical, y lo pintó en París en 1929. 
Falleció en La Habana, el 2 de febrero de 1969, a los 71 años de edad. 